# Rhododendron pemakoense
Rhododendron pemakoense är en ljungväxtart som beskrevs av F. K. Ward. Rhododendron pemakoense ingår i släktet rododendron, och familjen ljungväxter. Inga underarter finns listade i Catalogue of Life.